# 隅田川橋梁 (総武本線)

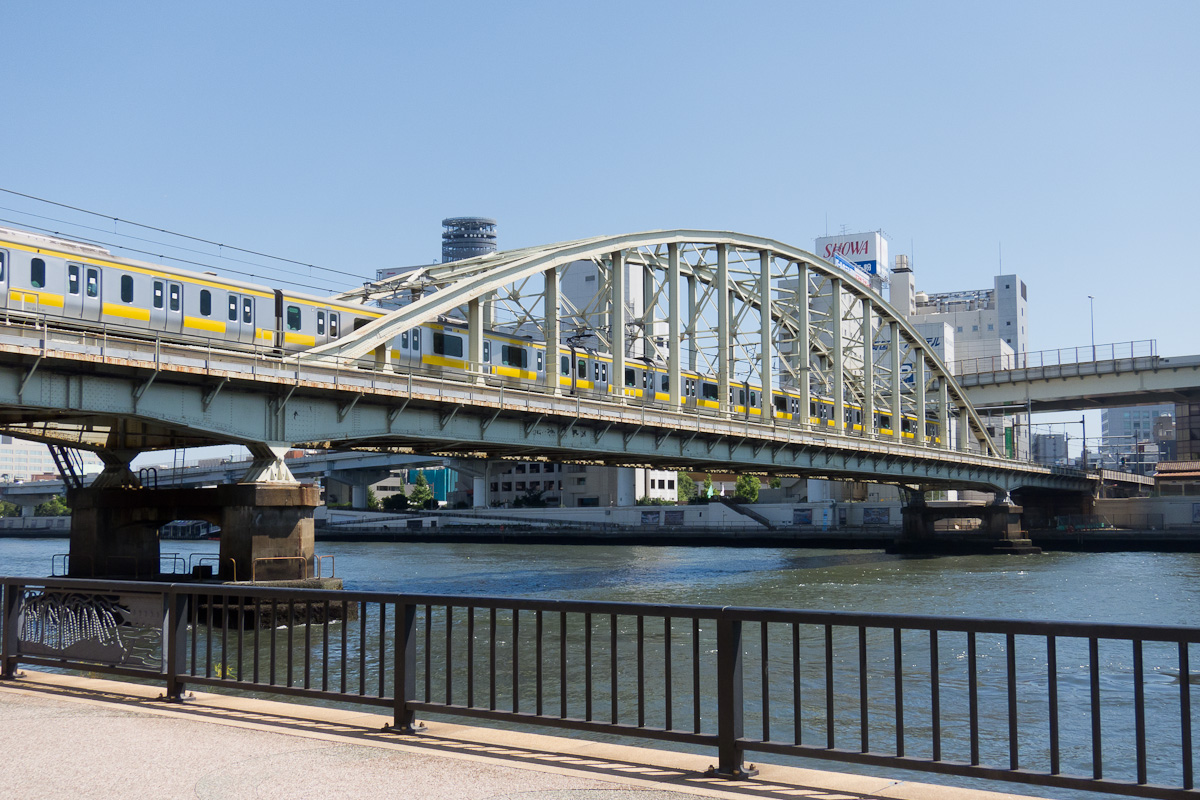
総武線隅田川橋梁

隅田川橋梁（すみだがわきょうりょう）は、隅田川に架かる鉄道橋で、東日本旅客鉄道（JR東日本）中央・総武緩行線（総武本線の支線）を通している。
総武本線を両国駅から御茶ノ水駅まで延長するために隅田川に架けられた橋で、両国駅と浅草橋駅の間に位置している。

## 橋の概要

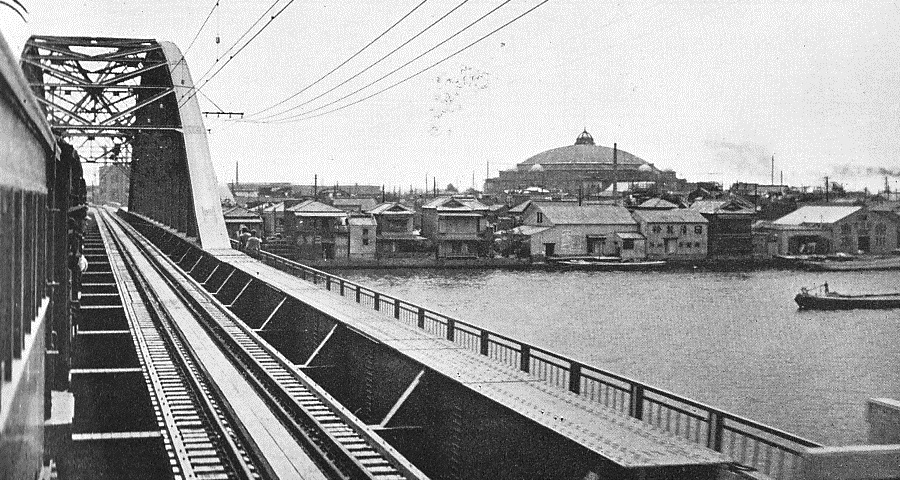
隅田川橋梁（1932年8月撮影）

上部構造は3径間で隅田川を渡り、連続プレートガーダーのうち側径間（1径間目・3径間目）にヒンジを設けたゲルバー桁を基本としている。さらに、中央径間にはアーチ部材を組み合わせたランガー桁を採用し、本橋の外観上の特徴となっている。ランガー桁は、桁とアーチの双方で荷重を支える補剛アーチ形式の一つで、日本では本橋に初めて採用された。
- 種別 - 鋼鉄道橋
- 形式 - 3径間ゲルバー下路式ランガー桁
- 橋長 - 172m
- 支間 - 38m + 96m + 38m
- 線数 - 複線
- 活荷重 - KS-15
- 鋼重 - 1,365t
- 着工 - 1931年2月
- 竣工 - 1932年3月（昭和7年）
- 施主 - 鉄道省
- 橋梁設計 - 田中豊
- 橋桁製作 - 横河橋梁製作所

## 隣の橋
- 隅田川

（上流） - 蔵前橋 - 蔵前専用橋 - 隅田川橋梁 - 両国橋 - 首都高速6号向島線両国大橋 - （下流）
- 総武本線

（上り） - 御成街道架道橋 - 昭和橋架道橋 - 隅田川橋梁 - 荒川放水路橋梁 - 中川放水路橋梁 - （下り）